# بقالة بروكشاير أرينا
بقالة بروكشاير أرينا (بالإنجليزية: Brookshire Grocery Arena)‏ هي ساحة متعددة الأغراض تتسع لـ14،000 مقعد، وتقع في مدينة بوسير، لويزيانا، الولايات المتحدة.